# 但馬弁
但馬弁（たじまべん）は、兵庫県北部の但馬地方（南東部から順に朝来市・養父市・豊岡市・美方郡）で話される日本語の方言。方言区画上の分類としては、中国方言の東山陰方言に属する。

## 概要
但馬弁は近畿の他地域の方言とは相違が著しく、丹後弁とともに中国方言に入れられる。北西方向へ進むほど山陰方言的な特徴が多く、南部は近畿方言的な特徴が混ざり、但馬内での違いも大きい。北部は、東京式アクセント、断定の助動詞「だ」、「言わあ」「書かあ」のような四段活用、「思った」のようにア行五段動詞が促音便になること（近畿の他地域では「思うた」）などの点で近畿方言と対立するが、南部では四段活用はなく断定の助動詞も「や・じゃ」である。
方言の各特徴の境界を見てみると、まず断定の助動詞は、朝来市、養父市の南部、旧出石郡南部が「や・じゃ」で、美方郡・豊岡市大部分・養父市北部が「だ」である。「アウ→アー」の変化があるのも「だ」を用いる地域とおおむね重なり（豊岡市但東町を除く）、これにより山陰方言的な諸特徴が生まれている。ア行五段動詞の促音便は朝来市以外の全域に分布し、アクセントでは朝来市の一部が垂井式であるほかは東京式が広く分布する。新温泉町の方言は鳥取弁（因州弁）と大差がない。

## 音声・音韻
子音
ガ行鼻濁音はほとんどない。一方で、豊岡市南部・養父市北部を中心に「しずかんだ」（静かだ）、「好きんで」（好きで）、「かんぞえる」（数える）、「きんのう」（昨日）のような「ん」が多く聞かれ、かつての鼻母音の名残がある。「せ」「ぜ」をそれぞれ「しぇ」「じぇ」と発音することは、美方郡を中心に残っている。（例：しぇんしぇー（先生））
連母音の融合
但馬は連母音の融合が盛んである。一般に連母音の融合は近畿方言では少なく、但馬でも朝来市南部では少ない。
1. 「アイ」「アエ」は美方郡・豊岡市を中心に「エァー[æː][ɛæ]」または「アー」、養父市を中心に「エー」になる。
2. 「ウイ→イー」が養父市以北でみられる。例：寒い→さみい、熱い→あちい
3. 「オイ→エー」はほぼ全域でみられる。例：遅い→おせえ、黒い→くれえ
4. 「イエ→エー」は全域でみられる。例：見える→めえる、教える→おせえる

このほか、「塩→しょお」「試合→しやい」などもある。助詞も前の名詞と融合し、「酒を→さけえ」「荷物を→にもつぉお」「遊びに→あそびい」「豊岡へ→とよおかあ」のように言う。さらに美方郡南部などには「鳥を→とりゅう」のような中国方言的な融合がある。また、「買うっちゅうて」のように、「と言う」は「ちゅう」になる。なお、1の融合については江戸時代初期にも記録がある（#沢庵和尚の方言記録参照）。
アウ→アー
「アウ→アー」の変化は、上記の融合とはやや性格の違うものである。京都において、古代の「アウ」連母音は、室町時代には通常の「オー」よりもやや大きく口を開く[ɔː] という発音になった。京都を含む多くの地域では、江戸時代にはこれは「オー[oː]」に変化したが、山陰（丹後の久美浜から島根県出雲地方まで）においては[ɔː]は「アー」に変化した。この変化は、次のような言い方に現れ、山陰方言の大きな特徴となっている。
1. 「～ai」型の形容詞・形容詞型助動詞の連用形は、「たかあない」（←たかうない←高くない）、「なあなる」（←なうなる←無くなる）、「いきたあて」（←いきたうて←行きたくて）のように活用する。
2. 五段活用動詞・形容詞・五段型助動詞の意志形・推量形は、「いかあ」（←行かう＝行こう）、「たかからあ」（←高からう＝高いだろう）、「だらあ」（←だらう＝だろう）のように活用する。
3. 「～au」型の五段活用2音節動詞とその複合語において、音便形が「かあて」（←かうて＝買って）、「でああた」（←であうた＝出会った）のように活用する。
4. 「さあな」（←さうな=そうな）、「やあな」（←やうな＝ような）。「さあな」は美方郡・香住のみ。
5. 一部の名詞。「あはあ」（あほ）、「ばあず」（坊主）など。

「アウ→アー」の変化は、但馬では美方郡と豊岡市（旧出石郡東部を除く）と養父市北部に見られる。ただ1の変化は出石郡東部や養父市南部でも聞かれるし、「買あて」も養父市南東部の畑で確認されている。これらはいずれも近畿中央部ではオ段に変化しているものであり、終止形の「買う」「会う」などを「かあ」「ああ」と言うわけではない。朝来市では「高うない」「行こう」「買うた」のように言う。
音韻交替
近畿方言に見られるように、マ行がバ行に変化するものがある（ひも→ひぼ、狭い→せばい→せべぁあ・せべえ、漏る→ぼる）。サ行とハ行の交替もある。また、朝来市東部から隣接する丹波にかけて、「座布団→だぶとん」のようなザ行とダ行の交替が多い。「数える→かずえる」「ほじくる→ほぜくる」「動く→いごく」のような母音交替もある。

## アクセント
|            |        | 語例             | 新温泉町       | 但馬大半       | 生野           |
| ---------- | ------ | ---------------- | -------------- | -------------- | -------------- |
| 一拍名詞   | 1類    | 蚊・子・戸・実   | かが、かが     | かが、かが     | かあが         |
| 一拍名詞   | 2類    | 毛・名・葉・値   | けが、けが     | けが、けが     | けえが         |
| 一拍名詞   | 3類    | 木・手・火・目   | きが           | きが           | きいが         |
| 二拍名詞   | 1類    | 飴・牛・口・水   | あめが、あめが | あめが、あめが | あめが、あめが |
| 二拍名詞   | 2・3類 | 足・音・髪・昼   | あしが、あしが | あしが、あしが | あしが         |
| 二拍名詞   | 4類    | 今・傘・舟・箸   | いまが         | いまが         | いまが         |
| 二拍名詞   | 5類    | 雨・海・春・前   | あめが         | あめが         | あめが         |
| 二拍動詞   | 1類    | 行く・着る・寝る | いく、いく     | いく、いく     | いく、いく     |
| 二拍動詞   | 2類    | 書く・待つ・降る | かく           | かく           | かく           |
| 三拍動詞   | 1類    | 上がる・捨てる   | あがる、あがる | あがる、あがる | あがる、あがる |
| 三拍動詞   | 2類    | 動く・受ける     | うごく、うごく | うごく、うごく | うごく         |
| 二拍形容詞 |        | 無い・ええ       | ない           | ない           | ない           |
| 三拍形容詞 | 1類    | 軽い・遅い       | かるい         | かるい、かるい | かるい、かるい |
| 三拍形容詞 | 2類    | 白い・早い       | しろい、しろい | しろい、しろい | しろい、しろい |

但馬は、ほとんどの地域が東京式アクセントで、朝来市の生野町と旧山口村地区に垂井式アクセントが分布する。 
共通語のアクセントでは、「やまが」、「くるまが」のように、単独で発話した場合は語の一拍目と二拍目は音の高さが必ず異なる。しかし、但馬のアクセントにはこの法則は当てはまらず、語の一拍目は高低どちらでも構わない。つまり、「やまが」「くるまが」のように発音されることも多く、語頭を低くしない傾向は南東部ほど強い。
但馬のうち東京式アクセントの地域では、名詞では下がり目の位置は東京とほとんど変わらない。ただし「日」は旧美方郡域を除き「ひが」と発音する。動詞については、活用形のアクセントは東京と異なるものも多いが、終止形のアクセントについて見れば東京とほとんど変わらない。大きく異なるのは形容詞のアクセントで、「赤い」「明るい」などの語が東京と同じように平板型になるのは新温泉町と香美町餘部地区のみであり、但馬の他地域では「あかい/あかい」「あかるい/あかるい」となって「白い」「嬉しい」などとおなじ中高型の発音になっている。
朝来市南部の垂井式アクセントは、京阪式と東京式の中間のアクセントである。このうち生野町と岩津のアクセントは、1拍名詞の1類と3類、2拍名詞の1類と4類が統合して平板型になっている。また、2拍名詞5類は東京式と同じアクセント、3拍以上の形容詞も但馬一般のものと同じアクセントである。

## 文法

### 動詞の活用・音便
|        |        | 未然    | 意志                       | 連用      | 終止   | 仮定           | 命令          |
| ------ | ------ | ------- | -------------------------- | --------- | ------ | -------------- | ------------- |
| 五段   | 読む   | よま-ん | よまあ/よもお              | よみ-たい | よむ   | よみゃ（あ）   | よめ          |
| 上一段 | 起きる | おき-ん | おきょお/おきゅう/おきよお | おき-たい | おきる | おきりゃ（あ） | おきい/おきれ |
| 下一段 | 食べる | たべ-ん | たびょお/たべよお          | たべ-たい | たべる | たべりゃ（あ） | たべえ/たべれ |
| カ変   | 来る   | こ-ん   | こお                       | き-たい   | くる   | くりゃ（あ）   | こい          |
| サ変   | する   | せ-ん   | しょお                     | し-たい   | する   | すりゃ（あ）   | せえ          |

意志形は、推量（～だろう）・意志・勧誘（～しよう）を表すもので、但馬北部の美方郡・豊岡市（旧出石郡東部を除く）・養父市北部において、五段動詞でア段音の活用になる。これは前述の「アウ→アー」の変化によるもので、オ段の活用形がないため四段活用とも呼ばれる。一方、南部では共通語と同じ形である。一段動詞には「おきょお」「たびょお」という古形を保ち、養父市の関宮地区・大屋町、美方郡香美町の村岡区、豊岡市日高町西部などにはさらに古い「おきゅう」形（上一段のみ）も残る。「たびょお」「おきゅう」形は中国地方に広くみられる活用形であるが、次第に古形は衰退してきている。
ア行（ハ行）五段動詞の連用形では、多くの西日本方言においてウ音便形が用いられるのに対し、朝来市を除く但馬全域で「洗って」「揃った」「思って」「食った」のように促音便を用いる。ただし、～au型のもののうち、「買う」「会う」などの二音節語全てと、それを後部にもつ複合語「出会う」などは、美方郡・豊岡市（旧出石郡東部を除く）・養父市北部で「かあた」「ああた」「かあて」「ああて」のように、ウ音便が「アウ→アー」の変化を起こしたものを用いる。朝来市では、「こおた（買）」「おおて（会）」「あろおた（洗）」「おもおて（思）」のように、近畿方言と同じウ音便形を用いる。
サ行五段動詞の連用形は、「出した→だいた」「落とした→おといた」のようにイ音便を用いる。これをサ行イ音便と言い、かつては近畿中央部でも用いられたが衰退し、現在は北陸・東海や中国地方などで用いられる。但馬での実際の発音は「でぁあた・でえた」「おてえた」のようになることが多い。また、主として美方郡・豊岡市北部では、「行きてきた」「行きた」のように、「行く」が音便化しない形で用いられる。
仮定表現では、近畿中央部では「～たら」にほぼ一本化されているが、但馬では「～れば」の変化した形を併用しており、中国地方に広くみられる形である。

### 一段動詞の五段化
但馬では一段動詞がラ行五段動詞のような活用をする傾向が強い。これは朝来市北部から始まり、周辺に広がっていったものである。「起きる」を例にとると、おきらせる、おきらまい・おきろまい、おきらへん（起きない）、おきれ、おきろお・おきらあ（起きよう）、となり、可能形も「起きれる」のようになる。可能動詞そのものにも五段化が起こるので、不可能形に「起きれらへん」「書けらへん」のような形を生じることになる。

### 助動詞
断定
断定の助動詞の境界は明瞭ではないが、概ね朝来市と養父市南部と旧出石郡南部が「-や・じゃ」でその北側が「-だ」を用いる。しかし「や」の範囲は年々北へ広がっている。これは兵庫県の地域標準語である関西方言の侵食と思われる。また、「や」は飛び地として各地の市街地での使用が見られる。「だ」は山陰一帯で用いられ、共通語と同じく「今日はええ天気だ」のように用いるほか、「どこ行くだあ？」のように用言に直接付くことがある。「である」が「であ」になり、これが東日本や山陰で「だ」に、近畿中央部などで「じゃ」になったものである。「アウ→アー」の変化のある地域では、「～だろう」にあたる言い方として「-だらあ」を用いる。また、強意形には「-だあ」「-だいや」を使う。
打ち消し・不可能「食べれれへん」
動詞の打ち消しには「-ん」を用いる。「かきゃ（あ）せん」「おきりゃ（あ）へん」のように「-せん・へん」も用い、「せん」は古く「へん」が新しい言い方である。「書かへん」「起きらへん」の形も用いるが、多くの地域で「-へん」はエ段音につき、「書けへん」「起きれへん」と言う（美方郡の海岸沿いの地域はア段音が優勢ではあるがエ段音と併用）。よそ者には不可能の意味にも聞こえるが、不可能表現には「書けれへん」「起きれれへん」を用いて混同が避けられている。サ変の「しない」は、「せえへん」「しゃあへん」「すりゃあへん」などと言う。過去打ち消し（～しなかった）は「行かなんだ」のように「-なんだ」を用いる。
尊敬の助動詞「-なる」「-んさる」「-なはる」
尊敬の助動詞としては「-なさる」に由来する「-なる」「-んさる」「-なはる」が用いられる。「なる」「なはる」は大体全但馬で用いられるほか、豊岡市・養父市・美方郡東部を中心に「んさる」が使われている。「なある」も一部にある。これらの命令形は、「-なれ・ない・ねぁあ・ねえ」「-んされ・んせぁあ・んせえ」「-なはれ」などになる。（例：居(お)られる→おんなる）（例：居(お)られない→おんなれへん）（例：お越しになる→きんさる）
進行態・結果態「-よる」「-とる」
「～している」という表現には、但馬には「-よる」と「-とる」がある。中国地方では、動作の進行・継続に「-よる」を、完了・結果に「-とる」を用いるが、但馬では「とる」が他方の意味を侵食し、進行・継続にも「とる」を用いるようになっている。「よる」は進行・継続にしか用いない。
使役「-せる」「-させる」
但馬では、使役は共通語と同じく「-せる・させる」形を用い、「-す・さす」を用いる近畿方言と異なる。しかし、連用形は近畿方言と同じく「書かした」「見さした」の形になる。一段動詞には五段化が現れ、「着らした」「寝らした」の形がある。
打ち消し推量「-まい」
「～しないだろう」という打ち消し推量には「-まい」を用いる。「行かまい」「着まい」のように未然形に接続することが多いが、意志形に付く「行こまい」、終止形に付く「行くまい」の形もある。「-へまい」を用いることも多い。
様態・推定・伝聞
「～なようだ」という様態・推定に、「-さげな」「-そおげな」「-さあな」「-そおな」を用いる（例：「えらそおげに」（つらそうに））。「みたいだ」は「-みてぁあ・みちゃあ・みてえ（だ・じゃ・や）」などの形になる。また、人から聞いたことを表す伝聞（～そうだ）には、「-げな」、「-さあな・そおな」、「さあだ・そおだ（や・じゃ）」を用いる。

### 形容詞・形容動詞
形容詞の連用形は、ウ音便形が用いられる。～ai型（「高い」など）は、「アウ→アー」の変化のある北部で「～aː」（たかあなる）、南部で「～oː」（たこおなる）になる。他の形は近畿方言と同じく、「欲しい→ほしゅう・ほしい」「暑い→あつう」「黒い→くろお」のようになる。推量形も北部で「たかからあ」「くろからあ」、南部で「たかかろ」「くろかろ」のようになる。
形容動詞の語尾は、断定の助動詞と同じく北部で「～だ」、南部で「～や・じゃ」である。また、中国地方などに見られるように、終止形に連体形と同じ形（静かな）を用いることがある。

### 助詞
理由の接続助詞
理由を表す接続助詞は、様々なものがある。「けえ」が新温泉町・香美町香住区餘部地区、「けん」が新温泉町居組地区、「しけえ・しきゃあ」が香美町・豊岡市・養父市、「さきゃあ・さけえ」が豊岡市但東町・養父市南部・朝来市、「はきゃあ」が豊岡市但東町・朝来市和田山町・山東町に分布し、他に「すけえ・すきゃあ」が点在している。（例：そげなことだけえ　そんなんだしけえ）
場所を表す「から」
場所を表す「で」の意味で「から」を用いる。範囲は美方郡を中心に豊岡市大半と養父市大部分を含み、鳥取県の因州弁と共通する言い方である。美方郡では現在でも一般的に用いられる語法であるが、それ以外の但馬では衰退傾向が著しい。
疑問の終助詞
疑問の終助詞には「けえ」「きゃあ」が全但馬で用いられる。さらに「かい」「けぁあ」「かえ」「かよ」「かや」「かいや」「きゃん」など様々な形がある。
「で」「ぜ」「じょ」「ど」
近畿方言と同じく、やさしく念を押す終助詞「で・でえ」を全域で用いる。また、「ぜ」が香美町の村岡区・小代区などで、「じょ」が養父市南部で、「ど」が朝来市で用いられる。
「があ」「がな」「が」
欲求不満のときの反抗を表すつぶやきとして、「があ」がある。「がな」はこれよりいくらか和らいだ言い方で、念を押す程度のときもある。また、「が」があり、意味を強めたり、念を押したり、押し付けたりする。3つとも終助詞である。
「ちゃ」
「～てば」にあたる言い方として主に北部で「～ちゃ」を用いる。促音「っ」または撥音「ん」に接続する。例：「それでええっちゃ」、「行かれんちゃ」
「わ」
全域で軽い念押し・詠嘆を表す終助詞「わ」を用いる。「わあや」と言えば強い主張を表す。
「な」「なあ」「なあ、あんた」「なんた」
間投助詞の「な」「なあ」を全域で用いる。また、丹後弁と同じように「なああ」という抑揚で発音される。「のお」は養父市・朝来市にあるがあまり用いない。美方郡では「よお」を用いる。「なあ」をさらに丁寧に言うとき、「なあ、あんた」「なあんた」「なんた」になる。

## 沢庵和尚の方言記録
但馬弁についての最古の記録に、出石生まれ出石育ちの沢庵和尚(1573-1646)が晩年に残した手記「結縄集（けつじょうしゅう）」があり、言葉についての経験や感想が記されている。この中で次のような記述があり、現代の北但馬のような連母音「アイ」の融合があったことが分かる。
1. 「大」という字は、そのままに発音するとかたい感じがするので、「だい」と「でや」の中間を、すべらかして発音するのがよい。
2. 但馬丹後の山家の者が、「背中きゃーてくれ」「手きゃーてくれよ」と言う。

## 語彙
- かせる-【動】貸す
- かれる-【動】借りる
- なつべる-【動】片付ける。整理する。
- げ-【名】家。「うちげ」「S君げ」
- こぎゃん/そぎゃん/あぎゃん/どぎゃん-【副】こんなに/そんなに/あんなに/どんなに
- たいぎい-【形】（精神的に）疲れた。面倒臭い。
- ながたん-【名】包丁。